# 金獅影視超特店
金獅影視超特店（英語：KPS Video Express），曾名為金獅影視快線，是一間香港已結業錄影帶及影碟租賃店，其業務包括影音產品租賃及銷售，於1998年結業。

## 歷史
金獅影視超特店於1987年於香港太古城中心4樓原宜家家居位置開業，主要提供電影VHS錄影帶及LD影碟租賃服務。金獅在香港各區開設多間分店，其分店面積相比其他同類型租賃店為大，故名為「超特店」。其提供租賃的影碟種類較多，裝潢亦較有特色；但價格亦比同類型租賃店為高。金獅的另一特色，是除租賃外，亦提供部份影音產品，如錄影帶、鐳射唱片、電腦應用及遊戲軟件的銷售服務，也有從外地輸入及平行進口一些較難在香港找到的貨品。
金獅主力銷售以預繳形式發售的套票，顧客可一次購買多張套票，並以較現金價便宜的價格租賃錄影帶或影碟。

### 結業
1990年代中期，盜版問題在香港漸趨嚴重，加上1997年發生亞洲金融風暴，令香港經濟受打擊。1998年中，金獅開始出現問題，由於不少顧客以預繳方式購入了大量套票，店方突然推出名為「燃燒套票」計劃，讓顧客以原本供租賃錄影帶或影碟的套票轉而用作購買二輪影帶、影碟或其他貨品，引起部份消費者不滿，並到消費者委員會投訴。未兌現的套票總額估計超過1億港元。 在「燃燒套票」計劃推出後不久，金獅便因拖欠租金超過1億港元，被債權銀行清盤，並於1998年11月5日被接管。

### 百視達
1999年，美國影視連鎖店集團百視達（Blockbuster）從破產管理官收購金獅部份分店，繼續經營。曾由19間分店擴充至24間。但在盜版問題，與VCD、DVD影碟銷售逐漸盛行等情況下，百視達亦在2004年逐漸結業，全面撤出香港。 百視達結業前，在香港擁有24間分店，約有20萬會員。

## 結業前的分店
香港
- 中環太子大廈
- 金鐘遠東金融中心
- 銅鑼灣京華中心
- 北角城市花園
- 鰂魚涌太古城中心
- 香港仔香港仔中心
- 尖沙咀新港中心
- 旺角創興廣場
- 深水埗西九龍中心
- 荔枝角美孚新邨
- 屯門屯門市廣場
- 屯門大興商場
- 葵涌新都會廣場
- 青衣長發商場
- 沙田新城市廣場第三期
- 紅磡黃埔花園
- 將軍澳東港城
- 上水上水廣場
- 粉嶺花都廣場
- 粉嶺粉嶺中心
- 荃灣綠楊坊
- 九龍城九龍城廣場

台灣
- 台北市南港區南港路
- 台北市士林區中正路
- 新北市三重區湯城廣場

## 資料來源
1. ↑  勞工處設立特別中心協助金獅影視超特店員工 （页面存档备份，存于） 香港政府新聞網
2. ↑  投訴金獅影視超特店 1 的存檔，存档日期2007-09-29. 消費者委員會
3. ↑  投訴金獅影視超特店 2 的存檔，存档日期2007-09-29. 消費者委員會
4. ↑  .   [2007-08-02]. （原始内容存档于2007-09-28）.
5. ↑  七店已關閉 200員工失業 百視達分段結業影響20萬客戶[永久] 蘋果日報，2004年1月30日

## 外部連結
- KPS二三事